# Prosoponoides
Prosoponoides Millidge & Russell-Smith, 1992 è un genere di ragni appartenente alla famiglia Linyphiidae.

## Distribuzione
Le quattro specie oggi note di questo genere sono state reperite in Asia orientale (Cina) e sudorientale (Vietnam, Thailandia, Borneo e Sumatra).

## Tassonomia
Dal 2006 non sono stati esaminati esemplari di questo genere.
A dicembre 2012, si compone di quattro specie:
- Prosoponoides hamatus Millidge & Russell-Smith, 1992[3] — Sumatra
- Prosoponoides kaharianus Millidge & Russell-Smith, 1992 — Borneo
- Prosoponoides similis Millidge & Russell-Smith, 1992 — Thailandia
- Prosoponoides sinensis (Chen, 1991) — Cina, Vietnam